# Aulacophora artensis
Aulacophora artensis es un coleóptero de la familia Chrysomelidae.
Fue descrita científicamente por primera vez en 1861 por Montrouzier.